# Tío Paquete
Tío Paquete – obraz olejny wykonany przez hiszpańskiego malarza Francisca Goyę (1746–1828). Obecnie znajduje się w zbiorach Muzeum Thyssen-Bornemisza w Madrycie.
Tío Paquete to postać współczesna Goi – niewidomy żebrak dobrze znany mieszkańcom Madrytu z początku XIX wieku. Miał zwyczaj przesiadywać na schodach kościoła San Felipe el Real i żebrać śpiewając i grając na gitarze. Goya, który pasjonował się groteską codzinnego życia, zainspirował się jego postacią i uwiecznił jego zniekształcone rysy na portrecie. Uwaga widza skupia się na okrągłej twarzy żebraka wyłaniającej się z ciemnego tła i wypełniającej niemal całe płótno. Goya z surowym realizmem przedstawia kalectwo postaci. Żebrak ma puste oczodoły, szeroki nos oraz otwarte, niemal bezzębne usta – mimo to, szeroko się śmieje. Portret łączy dramat ślepoty z jej komicznym elementem, a jednocześnie posiada silny ekspresjonistyczny przekaz. 
Pod względem technicznym obraz jest zbliżony do serii czarnych malowideł Goi – kolorystka jest ciemna, a farba grubo nałożona techniką impastową. Szczególne podobieństwo łączy go z malowidłem Dwie kobiety i mężczyzna z tej serii. Portret jest również datowany na okres pokrywający się z powstaniem czarnych malowideł.
Ze źródeł pisanych wiadomo, że portret miał na odwrocie napis «El célebre ciego fijo» (Sławny miejscowy ślepiec), który zniknął po tym jak obraz został podszyty i oprawiony po 1887 roku. Obraz należał do wnuka Goi, Mariana, a następnie przeszedł do kolekcji hrabiego de Doña Marina. Kolejnym właścicielem był markiz de Heredia. Od 1935 dzieło należy do kolekcji Thyssen-Bornemisza.